# Synchroonzwemmen op de Olympische Zomerspelen 2020 – Duet
Het onderdeel duet van het synchroonzwemmen op de Olympische Zomerspelen 2020 in Tokio vond plaats van 2 (kwalificatie) en 4 augustus 2021 (finale), in het Tokyo Aquatics Centre. Het goud was met 195.0079 punten voor Svetlana Kolesnitsjenko en Svetlana Romasjina, zilver ging naar Chinezen Huang Xuechen en Sun Wenyan en Oekraïners Marta Fiedina en Anastasiya Savchuk wonnen het brons.

## Format
Alle deelnemende duo's moesten een technische en een vrije routine uitvoeren. De scores van beide routines werden bij elkaar opgeteld en de beste twaalf duo's gingen door naar de finale.

## Uitslagen

### Kwalificatie
| Rang | Duo | Duo                                        | Routine   | Routine | Totaal   |
| Rang | Duo | Duo                                        | Technisch | Vrij    | Totaal   |
| ---- | --- | ------------------------------------------ | --------- | ------- | -------- |
| 1    | ROC | Svetlana Kolesnitsjenko Svetlana Romasjina | 97.9000   | 97.1079 | 195.0079 |
| 2    | CHN | Huang Xuechen Sun Wenyan                   | 96.2333   | 95.5499 | 191.7832 |
| 3    | UKR | Marta Fiedina Anastasiya Savchuk           | 94.9333   | 93.8620 | 188.7953 |
| 4    | JPN | Yukiko Inui Megumu Yoshida                 | 93.9333   | 93.3499 | 187.2832 |
| 5    | CAN | Claudia Holzner Jacqueline Simoneau        | 91.2333   | 91.4798 | 182.7131 |
| 6    | ITA | Linda Cerruti Costanza Ferro               | 91.2000   | 91.1035 | 182.3035 |
| 7    | AUT | Anna-Maria Alexandri Eirini Alexandri      | 90.5000   | 90.3773 | 180.8773 |
| 8    | FRA | Charlotte Tremble Laura Tremble            | 88.5667   | 87.3474 | 175.9141 |
| 9    | NED | Bregje de Brouwer Noortje de Brouwer       | 88.1667   | 87.2612 | 175.4279 |
| 10   | BLR | Vasilina Khandoshka Daria Kulagina         | 88.0333   | 87.2101 | 175.2434 |
| 11   | ESP | Alisa Ozhogina Iris Tió                    | 88.3000   | 86.9281 | 175.2281 |
| 12   | MEX | Nuria Diosdado Joana Jiménez               | 86.5333   | 86.6190 | 173.1523 |
| 13   | USA | Anita Alvarez Lindi Schroeder              | 86.5333   | 86.1960 | 172.7293 |
| 14   | GBR | Kate Shortman Isabelle Thorpe              | 84.7333   | 85.1548 | 169.8881 |
| 15   | ISR | Eden Blecher Shelly Bobritsky              | 84.6333   | 83.8580 | 168.4913 |
| 16   | KAZ | Alexandra Nemich Yekaterina Nemich         | 83.8667   | 83.2338 | 167.1005 |
| 17   | LIE | Lara Mechnig Marluce Schierscher           | 83.0333   | 83.2489 | 166.2822 |
| 18   | COL | Estefanía Álvarez Mónica Arango            | 81.9667   | 82.0526 | 164.0193 |
| 19   | EGY | Hanna Hiekal Laila Mohsen                  | 78.9000   | 77.8625 | 156.7625 |
| 20   | AUS | Emily Rogers Amie Thompson                 | 76.3667   | 75.5343 | 151.9010 |
| 21   | RSA | Clarissa Johnston Laura Strugnell          | 72.1667   | 70.9099 | 143.0766 |
| WD   | GRE | Evangelia Platanioti Evangelia Papazoglou  | 88.1667   | DNS     | 88.1667  |

### Finale
| Rang   | Duo | Duo                                        | Routine   | Routine | Totaal   |
| Rang   | Duo | Duo                                        | Technisch | Vrij    | Totaal   |
| ------ | --- | ------------------------------------------ | --------- | ------- | -------- |
| Goud   | ROC | Svetlana Kolesnitsjenko Svetlana Romasjina | 97.1079   | 98.8000 | 195.9079 |
| Zilver | CHN | Huang Xuechen Sun Wenyan                   | 95.5499   | 96.9000 | 192.4499 |
| Brons  | UKR | Marta Fiedina Anastasiya Savchuk           | 93.8620   | 95.6000 | 189.4620 |
| 4      | JPN | Yukiko Inui Megumu Yoshida                 | 93.3499   | 94.4667 | 187.8166 |
| 5      | CAN | Claudia Holzner Jacqueline Simoneau        | 91.4798   | 93.0000 | 184.4798 |
| 6      | ITA | Linda Cerruti Costanza Ferro               | 91.1035   | 92.4667 | 183.5702 |
| 7      | AUT | Anna-Maria Alexandri Eirini Alexandri      | 90.3773   | 91.8000 | 182.1773 |
| 8      | FRA | Charlotte Tremble Laura Tremble            | 87.3474   | 89.6333 | 176.9807 |
| 9      | NED | Bregje de Brouwer Noortje de Brouwer       | 87.2612   | 88.9000 | 176.1612 |
| 10     | ESP | Alisa Ozhogina Iris Tió                    | 86.9281   | 88.6667 | 175.5948 |
| 11     | BLR | Vasilina Khandoshka Daria Kulagina         | 87.2101   | 87.8000 | 175.0101 |
| 12     | MEX | Nuria Diosdado Joana Jiménez               | 86.6190   | 86.5667 | 173.1857 |